# Venade e Azevedo
Venade e Azevedo est une paroisse civile portugaise (en portugais : freguesia) de la municipalité de Caminha dans le district de Viana do Castelo. Elle est créée en 2013, par fusion des paroisses de Venade et Azevedo.

## Géographie
Venade e Azevedo est située au centre de la municipalité de Caminha, au sud-est de Caminha (Matriz) e Vilarelho.
Au nord, son territoire est délimité par le Coura (pt), un affluent du Minho.

## Histoire
La paroisse est créée par la loi no 11-A/2013 du 28 janvier 2013 portant réorganisation administrative du territoire des freguesias, en fusionnant les paroisses de Venade et Azevedo. Son nom officiel est União das Freguesias de Venade e Azevedo et son siège est fixé à Venade.

## Démographie
Lors du recensement de 2021, Venade e Azevedo compte 881 habitants.